# 933 Susi
Susi (asteroide 933) é um asteroide da cintura principal com um diâmetro de 21,82 quilómetros, a 1,9811501 UA. Possui uma excentricidade de 0,1638034 e um período orbital de 1 332 dias (3,65 anos).
Susi tem uma velocidade orbital média de 19,35032433 km/s e uma inclinação de 5,53039º.
Este asteroide foi descoberto em 10 de fevereiro de 1927 por Karl Reinmuth.